# Карбальйо
Карбальйо (гал. Carballo, ісп. Carballo) — муніципалітет в Іспанії, у складі автономної спільноти Галісія, у провінції Ла-Корунья. Населення — 30 990 осіб (2009).
Муніципалітет розташований на відстані близько 518 км на північний захід від Мадрида, 29 км на південний захід від Ла-Коруньї.
Муніципалітет складається з таких паррокій: Альдемунде, Арданья, Артес, Бердільйо, Бертоа, Кансес, Карбальйо, Ентрекрусес, Гойянс, Лема, Нойсела, Оса, Расо, Реборделос, Рус, Сісамо, Софан, Вілела, Шисто.

## Демографія
Динаміка населення (INE ):

## Галерея зображень

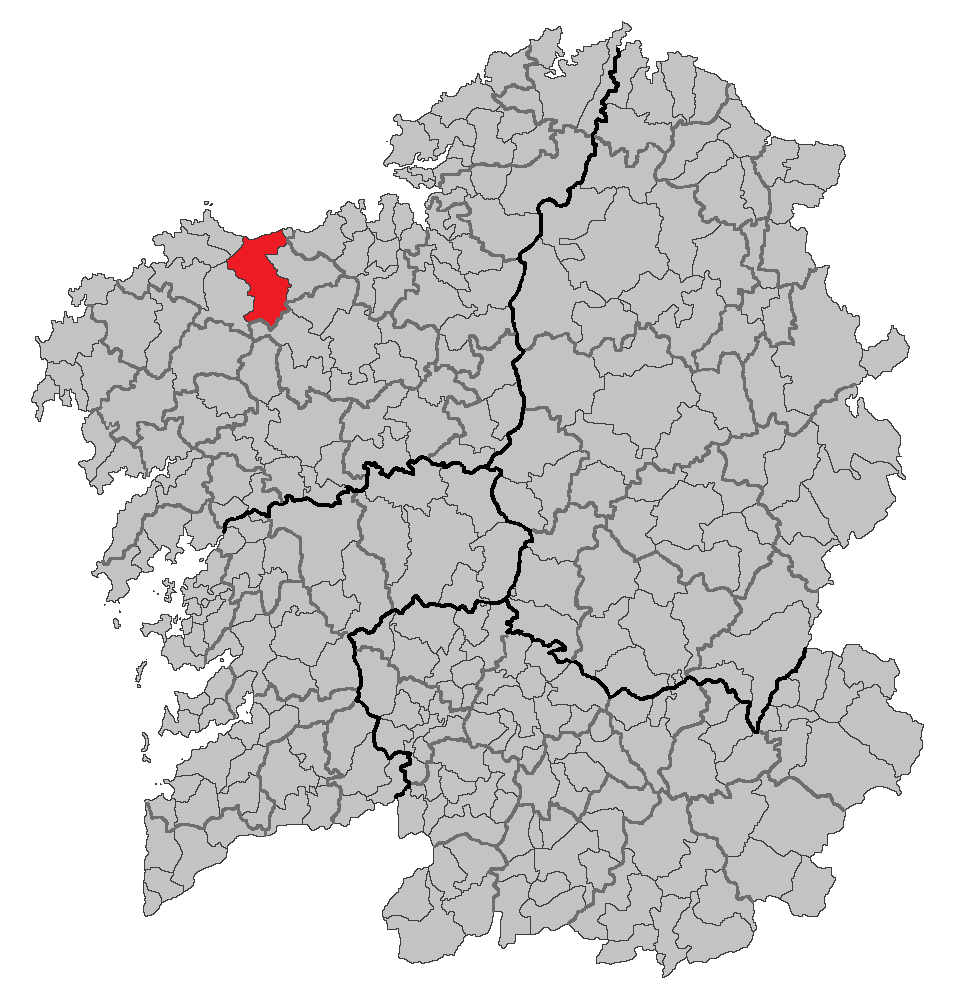
Розташування муніципалітету
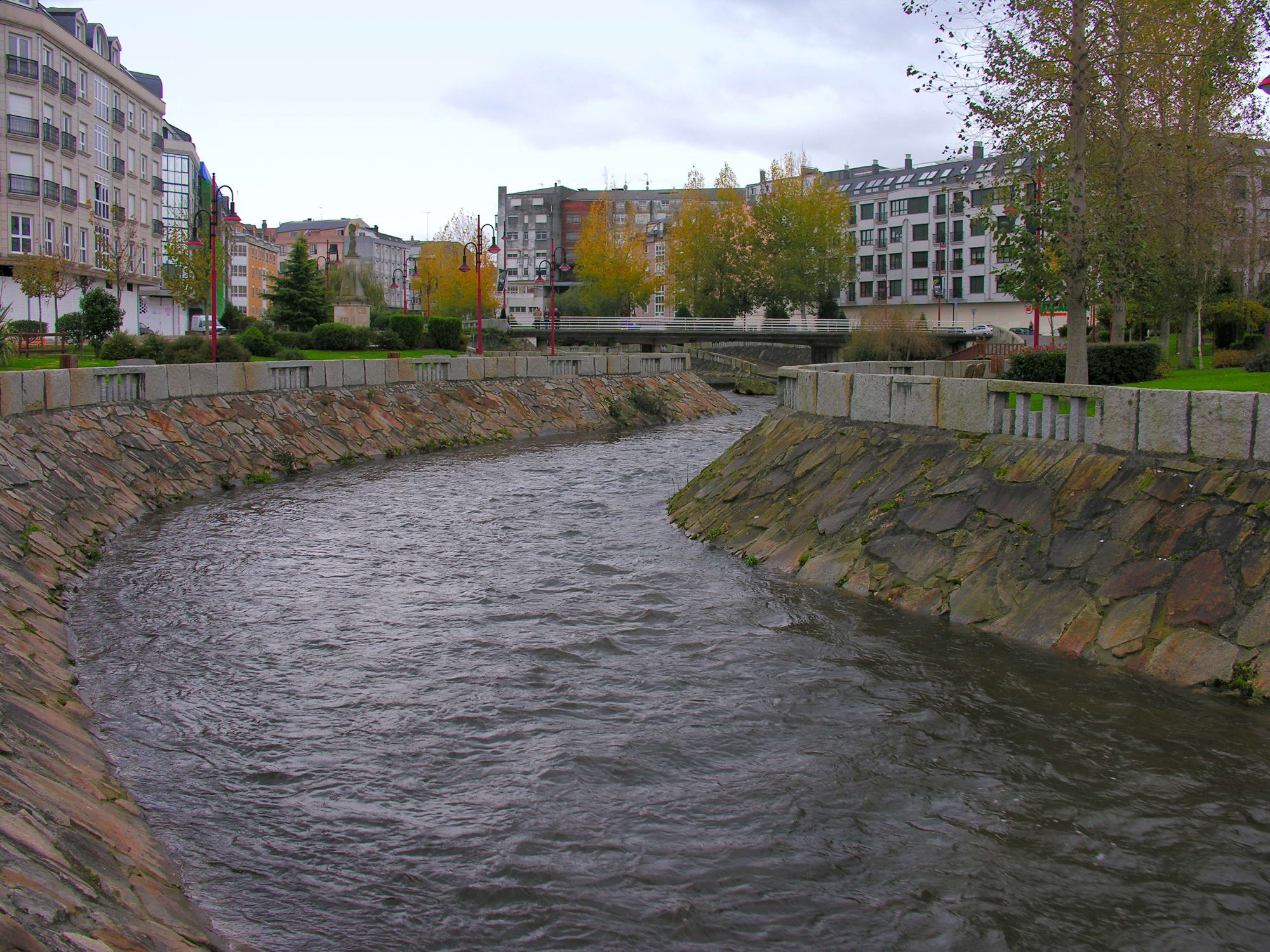
Річка Анльйонс
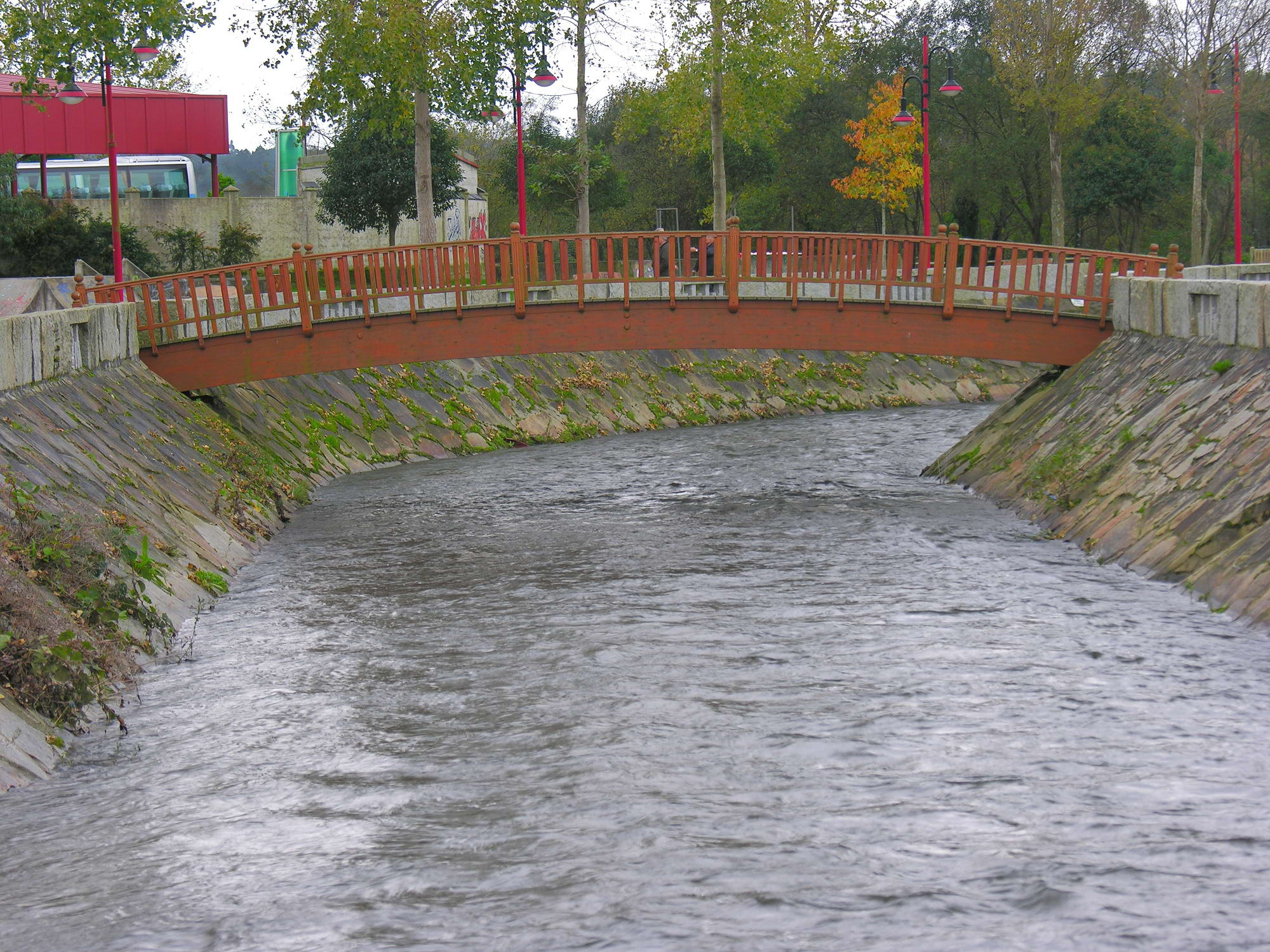
Міст через річку Анльйонс
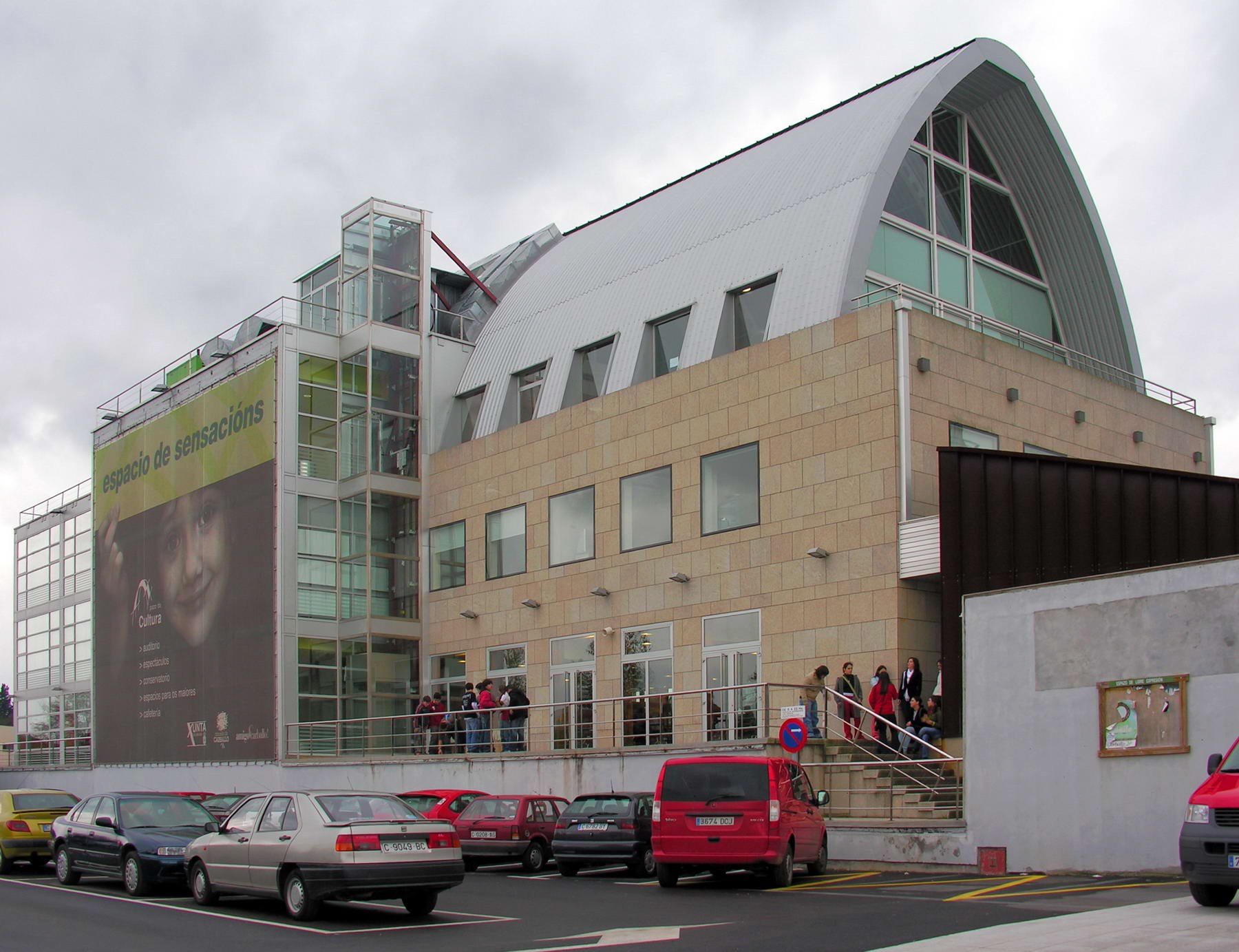
Дім культури